# Catedral de Santa Teresa de Ávila (Bjelovar)
La Catedral de Santa Teresa de Ávila o simplemente Catedral de Bjelovar (en croata: Katedrala Sv. Terezije Avilske) es la iglesia barroca de diócesis de Bjelovar-Križevci. Se encuentra en el centro de la ciudad de Bjelovar, Croacia, en la plaza Eugen Kvaternik. Hasta el año 2009, cuando se convirtió en una catedral, era la iglesia parroquial. 
En 1761 los hermanos Hubert e Ignatius Admiring, miembros de la orden  de los Escolapios de la Iglesia católica llegaron a Bjelovar. Solo encontraron una pequeña capilla por lo que decidieron construir una nueva iglesia.
Se sentaron las bases el 10 de abril de 1765, y la primera piedra fue colocada el 12 de mayo siendo construida en 1770 y bendecida el 15 de octubre de 1772 Día de Santa Teresa de Ávila. La torre de la iglesia fue construida en 1774. El Obispo de Zagreb Josip Galjuf bendijo la iglesia el 15 de octubre de 1775. La iglesia puede recibir alrededor de 1000 personas. Debajo de la iglesia existen unos pasillos subterráneos para sepulturas, pero pocas personas fueron enterradas allí.

## Véase también

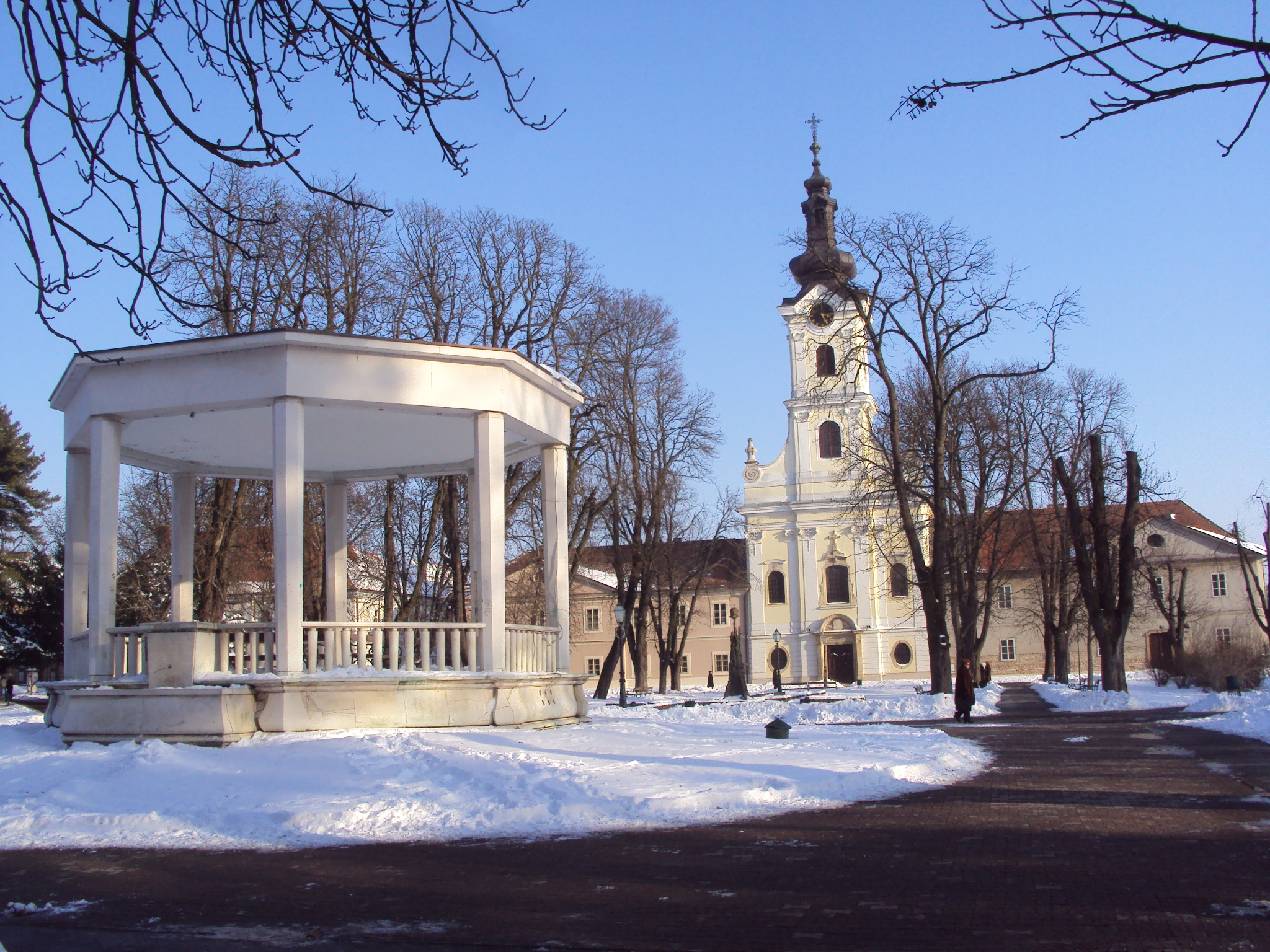
Catedral en Invierno